# Brita Schlyter

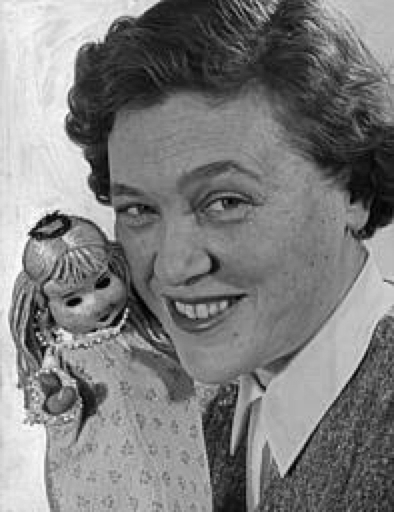
Brita Schlyter med sin docka Felinda, på foto från 1956.

Brita Schlyter, född 9 februari 1915 i Maria Magdalena församling i Stockholm, död 6 maj 2007 i Stockholms domkyrkoförsamling, var en svensk pionjär inom förskolepedagogiken. Hon blev också känd som barnprogramledare för Felindaskolan under TV:s pionjärtid på 1950-talet.

## Biografi
Brita Schlyter var dotter till hovrättspresidenten och statsrådet Karl Schlyter och Lisa Scholander. Hon utbildade sig till barnträdgårdslärarinna vid Fröbelinstitutet i Norrköping och startade 1935 en privat barnträdgård i Stockholm. Åren 1946–1966 var hon lärare vid Förskoleseminariet–Socialpedagogiska seminariet på Kungsklippan i Stockholm och fram till 1978 föreståndare för dess övningsskola. 
Åren 1952–1953 var Schlyter lekskolelärare på Stockholms slott åt dåvarande kronprins Carl Gustaf och några av hans kamrater.
Då TV-sändningarna i Sverige började 1956, skapade Brita Schlyter barnprogrammet Felindaskolan, vilket ingick som del i Ingrid Samuelssons programblock för husmödrar, Hemma. Fingerdockan Felinda, som Schlyter skötte, lärde förskolebarn att pyssla, skriva och rita. Felindaskolans pedagogik kan kopplas till den aktuella lekskoletradition med rötter i den så kallade aktivitetspedagogiken som slog igenom på 1940-talet.
Brita Schlyter är gravsatt på Klosterkyrkogården i Lund.